# Leonid Trauberg
Pour les articles homonymes, voir Trauberg.
Leonid Zakharovitch Trauberg (en russe : Леонид Захарович Траубер), né à Odessa (Nouvelle Russie, aujourd'hui Ukraine) le 17 janvier 1902 et mort le 14 novembre 1990 à Moscou, est un réalisateur et scénariste soviétique.

## Biographie
Leonid Trauberg est le fils du journaliste et éditeur Zacharie Davidovitch (mort en 1942) et d'Emilia Solomonovna, d'origine juive. Fondateur de la Fabrique de l'acteur excentrique en 1921, il rédigea la même année le Manifeste du Théâtre excentrique avec ses amis Grigori Kozintsev et Gueorgui Kryjinski qui aboutira pendant trois ans à une collaboration sur les scènes de théâtre et au cinéma, avec des adaptations d'avant-garde de classiques (comme Le Manteau d'après Gogol). Son premier film en court-métrage, Les Aventures d'Octobrine, caricature de la NEP, est une charge bouffonne de l'époque. Il collabora avec Kozintsev pendant toute sa carrière cinématographique.
Trauberg enseigna à Léningrad à l'Institut des Arts scéniques, jusqu'en 1932. Dans les années 1960, il enseigna aussi pour le cinéma. Il fut la première victime, dans le domaine du cinéma, de la lutte (aux relents antisémites) contre le "cosmopolitisme" en février 1949, lorsqu'il fut accusé d'être un "cosmopolite sans racine", un réalisateur décadent qui a enseigné que le cinéma soviétique était influencé par l'Occident.

### Liens familiaux
Il est le frère aîné d’Ilya Trauberg, également cinéaste.

## Prix et honneurs
Leonid Trauberg est Artiste du peuple de la république fédérative de Russie.

## Filmographie

### Films coréalisés avecGrigori Kozintsev
- 1924 : Les Aventures d'Octobrine (Похождения Октябрины)
- 1925 : Les Michkas contre Ioudenitch
- 1926 : La Roue du diable (Чертово колесо)
- 1926 : Le Manteau (Шинель), d'après la nouvelle éponyme de Gogol
- 1927 : Le Petit Frère (Братишка)
- 1927 : SVD : L'Union pour la grande cause (Союз великого дела)
- 1929 : La Nouvelle Babylone (Новый Вавилон, Novyy Vavilon)
- 1931 : La Seule (Одна, Odna))
- 1935 : La Jeunesse de Maxime (Юность Максима, Yunost Maksima)
- 1937 : Le Retour de Maxime (Возвращение Максима, Vozvrashchenie Maksima)
- 1939 : Maxime à Vyborg (Выборгская сторона, Vyborgskaya storon)
- 1941 : Rencontre avec Maxime
- 1943 : Nos jeunes filles (Наши девушки)
- 1943 : Le Jeune Fritz (ru) (Юный Фриц)
- 1945 : Des gens ordinaires (Простые люди)

### Films réalisés seul
- 1943 : L'Actrice (Актриса)
- 1959 : Des soldats marchaient (Шли солдаты)
- 1960 : Les Âmes mortes (Мертвые души)
- 1961 : Vent libre (Вольный ветер), co-réalisé avec Andreï Toutychkine

### Scénario seul
- 1962 : Les Cygnes sauvages (Дикие лебеди)